# USA vid världsmästerskapen i friidrott 2023
USA tävlade vid världsmästerskapen i friidrott 2023 i Budapest i Ungern mellan den 19 och 27 augusti 2023. Truppen meddelades den 7 augusti.

## Medaljörer
| Medalj | Namn | Gren                            | Datum      |
| ------ | --- | ------------------------------- | ---------- |
| Guld   | Ryan Crouser                                                                                                | Herrarnas kulstötning           | 19 augusti |
| Guld   | Matthew Boling Rosey Effiong Alexis Holmes Justin Robinson Ryan Willie*                                     | Mixad 4 × 400 meter stafett     | 19 augusti |
| Guld   | Noah Lyles                                                                                                  | Herrarnas 100 meter             | 20 augusti |
| Guld   | Grant Holloway                                                                                              | Herrarnas 110 meter häck        | 21 augusti |
| Guld   | Sha'Carri Richardson                                                                                        | Damernas 100 meter              | 21 augusti |
| Guld   | Laulauga Tausaga                                                                                            | Damernas diskus                 | 22 augusti |
| Guld   | Katie Moon                                                                                                  | Damernas stavhopp               | 23 augusti |
| Guld   | Noah Lyles                                                                                                  | Herrarnas 200 meter             | 25 augusti |
| Guld   | Chase Ealey                                                                                                 | Damernas kulstötning            | 26 augusti |
| Guld   | Christian Coleman Fred Kerley Brandon Carnes JT Smith* Noah Lyles                                           | Herrarnas 4 × 100 meter stafett | 26 augusti |
| Guld   | Tamari Davis Twanisha Terry Tamara Clark* Melissa Jefferson* Gabby Thomas Sha'Carri Richardson              | Damernas 4 × 100 meter stafett  | 26 augusti |
| Guld   | Trevor Bassitt* Matthew Boling* Christopher Bailey* Justin Robinson Quincy Hall Vernon Norwood Rai Benjamin | Herrarnas 4 × 400 meter stafett | 27 augusti |
| Silver | Anna Hall                                                                                                   | Damernas sjukamp                | 20 augusti |
| Silver | Tara Davis-Woodhall                                                                                         | Damernas längdhopp              | 20 augusti |
| Silver | Valarie Allman                                                                                              | Damernas diskus                 | 22 augusti |
| Silver | JuVaughn Harrison                                                                                           | Herrarnas höjdhopp              | 22 augusti |
| Silver | Janee' Kassanavoid                                                                                          | Damernas släggkastning          | 24 augusti |
| Silver | Shamier Little                                                                                              | Damernas 400 meter häck         | 24 augusti |
| Silver | Gabby Thomas                                                                                                | Damernas 200 meter              | 25 augusti |
| Silver | Erriyon Knighton                                                                                            | Herrarnas 200 meter             | 25 augusti |
| Brons  | Joe Kovacs                                                                                                  | Herrarnas kulstötning           | 19 augusti |
| Brons  | Daniel Roberts                                                                                              | Herrarnas 110 meter häck        | 21 augusti |
| Brons  | Rai Benjamin                                                                                                | Herrarnas 400 meter häck        | 23 augusti |
| Brons  | DeAnna Price                                                                                                | Damernas släggkastning          | 24 augusti |
| Brons  | Keni Harrison                                                                                               | Damernas 100 meter häck         | 24 augusti |
| Brons  | Quincy Hall                                                                                                 | Herrarnas 400 meter             | 24 augusti |
| Brons  | Sha'Carri Richardson                                                                                        | Damernas 200 meter              | 25 augusti |
| Brons  | Chris Nilsen                                                                                                | Herrarnas stavhopp              | 26 augusti |
| Brons  | Athing Mu                                                                                                   | Damernas 800 meter              | 27 augusti |

* – Deltog endast i försöksheatet men mottog ändå medalj.

## Resultat
USA:s trupp bestod av 138 idrottare.

### Herrar
Gång- och löpgrenar
| Idrottare                                                                                                   | Gren                  | Försöksheat | Försöksheat | Semifinal        | Semifinal        | Final            | Final            |
| Idrottare                                                                                                   | Gren                  | Resultat    | Placering   | Resultat         | Placering        | Resultat         | Placering        |
| --- | --------------------- | ----------- | ----------- | ---------------- | ---------------- | ---------------- | ---------------- |
| Cravont Charleston                                                                                          | 100 meter             | 10,18       | 25          | Gick inte vidare | Gick inte vidare | Gick inte vidare | Gick inte vidare |
| Christian Coleman                                                                                           | 100 meter             | 9,98        | 5 Q         | 9,88 0SB0        | 2 Q              | 9,92             | 5                |
| Fred Kerley                                                                                                 | 100 meter             | 9,99        | 6 Q         | 10,02            | 9                | Gick inte vidare | Gick inte vidare |
| Noah Lyles                                                                                                  | 100 meter             | 9,95        | 2 Q         | 9,87 0SB0        | 1 Q              | 9,83 0VB0        | 1                |
| Kenneth Bednarek                                                                                            | 200 meter             | 20,01       | 2 Q         | 19,96            | 2 Q              | 20,07            | 5                |
| Erriyon Knighton                                                                                            | 200 meter             | 20,17       | 8 Q         | 19,98            | 4 Q              | 19,75            | 2                |
| Courtney Lindsey                                                                                            | 200 meter             | 20,39       | 16 Q        | 20,22            | 9                | Gick inte vidare | Gick inte vidare |
| Noah Lyles                                                                                                  | 200 meter             | 20,05       | 3 Q         | 19,76            | 1 Q              | 19,52            | 1                |
| Bryce Deadmon                                                                                               | 400 meter             | 46,20       | 38          | Gick inte vidare | Gick inte vidare | Gick inte vidare | Gick inte vidare |
| Quincy Hall                                                                                                 | 400 meter             | 44,86       | 11 Q        | 44,43            | 4 Q              | 44,37 0PB0       | 3                |
| Vernon Norwood                                                                                              | 400 meter             | 44,87       | 12 Q        | 44,26 0PB0       | 3 Q              | 44,39            | 4                |
| Isaiah Harris                                                                                               | 800 meter             | 1.48,00     | 44          | Gick inte vidare | Gick inte vidare | Gick inte vidare | Gick inte vidare |
| Bryce Hoppel                                                                                                | 800 meter             | 1.45,56     | 13 Q        | 1.44,04          | 5 q              | 1.46,02          | 7                |
| Clayton Murphy                                                                                              | 800 meter             | 1.47,06     | 34          | Gick inte vidare | Gick inte vidare | Gick inte vidare | Gick inte vidare |
| Cole Hocker                                                                                                 | 1 500 meter           | 3.34,43     | 12 Q        | 3.35,23          | 15 Q             | 3.30,70 0PB0     | 7                |
| Yared Nuguse                                                                                                | 1 500 meter           | 3.34,16     | 4 Q         | 3.32,69          | 1 Q              | 3.30,25          | 5                |
| Joe Waskom                                                                                                  | 1 500 meter           | 3.47,26     | 50          | Gick inte vidare | Gick inte vidare | Gick inte vidare | Gick inte vidare |
| Paul Chelimo                                                                                                | 5 000 meter           | 13.36,51    | 18 Q        | —                | —                | 13.30,88         | 15               |
| Sean McGorty                                                                                                | 5 000 meter           | 13.40,28    | 28          | —                | —                | Gick inte vidare | Gick inte vidare |
| Abdihamid Nur                                                                                               | 5 000 meter           | 13.36,37    | 16 Q        | —                | —                | 13.23,90         | 12               |
| Woody Kincaid                                                                                               | 10 000 meter          | —           | —           | —                | —                | 28.08,71         | 11               |
| Joe Klecker                                                                                                 | 10 000 meter          | —           | —           | —                | —                | 29.03,41         | 20               |
| Sean McGorty                                                                                                | 10 000 meter          | —           | —           | —                | —                | 28.27,54         | 16               |
| Elkanah Kibet                                                                                               | Maraton               | —           | —           | —                | —                | 0DNF0            | —                |
| Nico Montanez                                                                                               | Maraton               | —           | —           | —                | —                | 2:24.58 0SB0     | 55               |
| Zach Panning                                                                                                | Maraton               | —           | —           | —                | —                | 2:11.21 0SB0     | 13               |
| Freddie Crittenden                                                                                          | 110 meter häck        | 13,40       | 15 Q        | 13,17 0SB0       | 4 Q              | 13,16 0SB0       | 4                |
| Grant Holloway                                                                                              | 110 meter häck        | 13,18       | 1 Q         | 13,02            | 1 Q              | 12,96 0SB0       | 1                |
| Daniel Roberts                                                                                              | 110 meter häck        | 13,36       | 11 Q        | 13,19            | 6 Q              | 13,09            | 3                |
| Cordell Tinch                                                                                               | 110 meter häck        | 13,49       | 18 Q        | 13,31            | 10               | Gick inte vidare | Gick inte vidare |
| CJ Allen | 400 meter häck        | 48,36       | 5 Q         | 48,44            | 10               | Gick inte vidare | Gick inte vidare |
| Trevor Bassitt                                                                                              | 400 meter häck        | 48,73       | 14 Q        | 47,38 0SB0       | 4 q              | 48,22            | 6                |
| Rai Benjamin                                                                                                | 400 meter häck        | 48,35       | 4 Q         | 47,24            | 2 Q              | 47,56            | 3                |
| Benard Keter                                                                                                | 3 000 meter hinder    | 8.24,20     | 20          | —                | —                | Gick inte vidare | Gick inte vidare |
| Kenneth Rooks                                                                                               | 3 000 meter hinder    | 8.23,66     | 17 Q        | —                | —                | 8.20,02          | 10               |
| Isaac Updike                                                                                                | 3 000 meter hinder    | 8.31,81     | 30 qR       | —                | —                | 8.30,67 0PB0     | 16               |
| Christian Coleman Fred Kerley Brandon Carnes JT Smith* Noah Lyles                                           | 4 × 100 meter stafett | 37,67 0VB0  | 2 Q         | —                | —                | 37,38 0VB0       | 1                |
| Trevor Bassitt* Matthew Boling* Christopher Bailey* Justin Robinson Quincy Hall Vernon Norwood Rai Benjamin | 4 × 400 meter stafett | 2.58,47     | 1 Q         | —                | —                | 2.57,31 0VB0     | 1                |
| Nick Christie                                                                                               | 20 kilometer gång     | —           | —           | —                | —                | 1:26.21 0SB0     | 41               |

Teknikgrenar
| Idrottare         | Gren          | Kval       | Kval      | Final            | Final            |
| Idrottare         | Gren          | Distans    | Placering | Distans          | Placering        |
| ----------------- | ------------- | ---------- | --------- | ---------------- | ---------------- |
| JuVaughn Harrison | Höjdhopp      | 2,28       | 1 q       | 2,36 0=VB0       | 2                |
| Shelby McEwen     | Höjdhopp      | 2,28 0SB0  | 11 q      | 2,29 0SB0        | 7                |
| Vernon Turner     | Höjdhopp      | 2,14       | 32        | Gick inte vidare | Gick inte vidare |
| Zach Bradford     | Stavhopp      | 5,70       | =16       | Gick inte vidare | Gick inte vidare |
| Chris Nilsen      | Stavhopp      | 5,75       | =1 q      | 5,95 0SB0        | =                |
| Zach McWhorter    | Stavhopp      | 5,75       | =6 q      | 5,75             | 8                |
| Marquis Dendy     | Längdhopp     | 8,08       | 10 q      | 7,62             | 12               |
| Jarrion Lawson    | Längdhopp     | 7,96       | 16        | Gick inte vidare | Gick inte vidare |
| Will Williams     | Längdhopp     | 8,13       | 7 q       | 7,94             | 8                |
| Chris Benard      | Tresteg       | 16,71      | 12 q      | 16,62            | 9                |
| Will Claye        | Tresteg       | 16,72      | 10 q      | 16,99 0SB0       | 7                |
| Donald Scott      | Tresteg       | 16,33      | 22        | Gick inte vidare | Gick inte vidare |
| Josh Awotunde     | Kulstötning   | 19,98      | 20        | Gick inte vidare | Gick inte vidare |
| Ryan Crouser      | Kulstötning   | 21,48      | 7 Q       | 23,51 0MR0       | 1                |
| Joe Kovacs        | Kulstötning   | 21,59      | 4 Q       | 22,12            | 3                |
| Payton Otterdahl  | Kulstötning   | 21,54      | 5 Q       | 21,86            | 5                |
| Sam Mattis        | Diskus        | 63,43      | 16        | Gick inte vidare | Gick inte vidare |
| Turner Washington | Diskus        | 63,57      | 15        | Gick inte vidare | Gick inte vidare |
| Brian Williams    | Diskus        | 63,85 0SB0 | 11 q      | 63,62            | 9                |
| Ethan Dabbs       | Spjutkastning | NM         | —         | Gick inte vidare | Gick inte vidare |
| Curtis Thompson   | Spjutkastning | 74,21      | 30        | Gick inte vidare | Gick inte vidare |
| Capers Williamson | Spjutkastning | 76,10      | 24        | Gick inte vidare | Gick inte vidare |
| Daniel Haugh      | Släggkastning | 76,64      | 7 q       | 78,64 0SB0       | 6                |
| Rudy Winkler      | Släggkastning | 77,06      | 6 Q       | 76,04            | 8                |
| Alex Young        | Släggkastning | 69,10      | 31        | Gick inte vidare | Gick inte vidare |

Mångkamp – Tiokamp
| Idrottare         | Gren     | 100 m      | Längd     | Kula  | Höjd | 400 m | 110 m häck | Diskus | Stav  | Spjut | 1 500 m      | Totalt | Placering |
| ----------------- | -------- | ---------- | --------- | ----- | ---- | ----- | ---------- | ------ | ----- | ----- | ------------ | ------ | --------- |
| Kyle Garland      | Resultat | 10,59      | 7,54      | 14,44 | 2,08 | 49,24 | 13,93      | 43,07  | NM    | —     | —            | 0DNF0  | 0DNF0     |
| Kyle Garland      | Poäng    | 954        | 945       | 755   | 878  | 850   | 984        | 727    | —     | —     | —            | 0DNF0  | 0DNF0     |
| Harrison Williams | Resultat | 10,74      | 7,49      | 15,28 | 1,93 | 46,52 | 14,33      | 43,39  | 5,30  | 54,60 | 4.22,69 0PB0 | 8 500  | 7         |
| Harrison Williams | Poäng    | 919        | 932       | 807   | 740  | 982   | 932        | 734    | 1 004 | 657   | 793          | 8 500  | 7         |
| Zach Ziemek       | Resultat | 10.58 0SB0 | 7,62 0SB0 | 15,39 | 1,99 | 0DNS0 | —          | —      | —     | —     | —            | 0DNF0  | 0DNF0     |
| Zach Ziemek       | Poäng    | 956        | 965       | 814   | 794  | —     | —          | —      | —     | —     | —            | 0DNF0  | 0DNF0     |

### Damer
Gång- och löpgrenar
| Idrottare                                                                                      | Gren                  | Försöksheat  | Försöksheat | Semifinal        | Semifinal        | Final            | Final            |
| Idrottare                                                                                      | Gren                  | Resultat     | Placering   | Resultat         | Placering        | Resultat         | Placering        |
| ---------------------------------------------------------------------------------------------- | --------------------- | ------------ | ----------- | ---------------- | ---------------- | ---------------- | ---------------- |
| Brittany Brown                                                                                 | 100 meter             | 11,01        | 4 Q         | 10,97            | 6 Q              | 10,97            | 7                |
| Tamari Davis                                                                                   | 100 meter             | 11,06        | 9 Q         | 10,98            | 7 Q              | 11,03            | 9                |
| Sha'Carri Richardson                                                                           | 100 meter             | 10,92        | 1 Q         | 10,84            | 3 q              | 10,65 0MR0       | 1                |
| Sha'Carri Richardson                                                                           | 200 meter             | 22,16        | 1 Q         | 22,20            | 4 Q              | 21,92 0PB0       | 3                |
| Gabby Thomas                                                                                   | 200 meter             | 22,26        | 2 Q         | 21,97            | 1 Q              | 21,81            | 2                |
| Kayla White                                                                                    | 200 meter             | 22,62        | 14 Q        | 22,34            | 9                | Gick inte vidare | Gick inte vidare |
| Talitha Diggs                                                                                  | 400 meter             | 50,87        | 13 Q        | 50,86            | 11 Q             | 51,25            | 8                |
| Britton Wilson                                                                                 | 400 meter             | 53,87        | 46          | Gick inte vidare | Gick inte vidare | Gick inte vidare | Gick inte vidare |
| Lynna Irby-Jackson                                                                             | 400 meter             | 50,81        | 11 Q        | 50,71            | 8                | Gick inte vidare | Gick inte vidare |
| Nia Akins                                                                                      | 800 meter             | 1.59,19      | 1 Q         | 1.58,61          | 3 Q              | 1.57,73 0PB0     | 6                |
| Kaela Edwards                                                                                  | 800 meter             | 2.02,22      | 48          | Gick inte vidare | Gick inte vidare | Gick inte vidare | Gick inte vidare |
| Athing Mu                                                                                      | 800 meter             | 1.59,59      | 5 Q         | 1.58,78          | 4 Q              | 1.56,61 0SB0     | 3                |
| Raevyn Rogers                                                                                  | 800 meter             | 2.00,06      | 13 Q        | 2.00,47          | 15 Q             | 1.57,45 0SB0     | 4                |
| Nikki Hiltz                                                                                    | 1 500 meter           | 4.03,76      | 21 Q        | 4.00,84          | 11               | Gick inte vidare | Gick inte vidare |
| Sinclaire Johnson                                                                              | 1 500 meter           | 4.01,09 0SB0 | 2 Q         | 4.06,39          | 22               | Gick inte vidare | Gick inte vidare |
| Cory McGee                                                                                     | 1 500 meter           | 4.03,61      | 19 Q        | 4.02,71          | 15 Q             | 4.01,60          | 10               |
| Elise Cranny                                                                                   | 5 000 meter           | 15.01,53     | 13 Q        | —                | —                | 14.59,22         | 9                |
| Alicia Monson                                                                                  | 5 000 meter           | 15.03,35     | 15 Q        | —                | —                | 15.04,08         | 14               |
| Natosha Rogers                                                                                 | 5 000 meter           | 15.06,58     | 18          | —                | —                | Gick inte vidare | Gick inte vidare |
| Elise Cranny                                                                                   | 10 000 meter          | —            | —           | —                | —                | 31.57,51 0SB0    | 12               |
| Alicia Monson                                                                                  | 10 000 meter          | —            | —           | —                | —                | 31.32,29         | 5                |
| Natosha Rogers                                                                                 | 10 000 meter          | —            | —           | —                | —                | 32.08,05         | 14               |
| Keira D'Amato                                                                                  | Maraton               | —            | —           | —                | —                | 2:31.35 0SB0     | 17               |
| Lindsay Flanagan                                                                               | Maraton               | —            | —           | —                | —                | 2:27.47          | 9                |
| Susanna Sullivan                                                                               | Maraton               | —            | —           | —                | —                | 2:44.24          | 58               |
| Nia Ali                                                                                        | 100 meter häck        | 12,55        | 7 Q         | 12,49            | 4 Q              | 12,78            | 8                |
| Keni Harrison                                                                                  | 100 meter häck        | 12,24 0VB0   | 1 Q         | 12,33            | 1 Q              | 12,46            | 3                |
| Masai Russell                                                                                  | 100 meter häck        | 12,60        | 9 Q         | 0DNF0            | —                | Gick inte vidare | Gick inte vidare |
| Anna Cockrell                                                                                  | 400 meter häck        | 54,68        | 12 Q        | 53,63 0PB0       | 5 Q              | 53,34 0PB0       | 5                |
| Shamier Little                                                                                 | 400 meter häck        | 54,40        | 8 Q         | 52,81 0SB0       | 1 Q              | 52,80 0SB0       | 2                |
| Dalilah Muhammad                                                                               | 400 meter häck        | 54,21        | 5 Q         | 54,19            | 9                | Gick inte vidare | Gick inte vidare |
| Emma Coburn                                                                                    | 3 000 meter hinder    | 9.41,52      | 28          | —                | —                | Gick inte vidare | Gick inte vidare |
| Krissy Gear                                                                                    | 3 000 meter hinder    | 9.30,61      | 22          | —                | —                | Gick inte vidare | Gick inte vidare |
| Courtney Wayment                                                                               | 3 000 meter hinder    | 9.20,60      | 11 Q        | —                | —                | 9.25,90          | 15               |
| Tamari Davis Twanisha Terry Tamara Clark* Melissa Jefferson* Gabby Thomas Sha'Carri Richardson | 4 × 100 meter stafett | 41,59 0SB0   | 1 Q         | —                | —                | 41,03 0MR0       | 1                |
| Lynna Irby-Jackson Rosey Effiong Quanera Hayes Alexis Holmes                                   | 4 × 400 meter stafett | 0DSQ0        | —           | —                | —                | Gick inte vidare | Gick inte vidare |
| Stephanie Casey                                                                                | 35 kilometer gång     | —            | —           | —                | —                | 0DSQ0            | —                |
| Miranda Melville                                                                               | 35 kilometer gång     | —            | —           | —                | —                | 3:09.41          | 35               |
| Maria Michta-Coffey                                                                            | 35 kilometer gång     | —            | —           | —                | —                | 3:01.22          | 24               |

Teknikgrenar
| Idrottare           | Gren          | Kval      | Kval      | Final            | Final            |
| Idrottare           | Gren          | Distans   | Placering | Distans          | Placering        |
| ------------------- | ------------- | --------- | --------- | ---------------- | ---------------- |
| Vashti Cunningham   | Höjdhopp      | 1,92      | 5 q       | 1,90             | 11               |
| Hana Moll           | Stavhopp      | 4,65 0PB0 | 6 Q       | 4,50             | =9               |
| Katie Moon          | Stavhopp      | 4,65      | =1 Q      | 4,90 0VB0        | =                |
| Sandi Morris        | Stavhopp      | 4,65      | =8 Q      | 4,65             | 7                |
| Bridget Williams    | Stavhopp      | 4,65      | =8 Q      | 4,50             | 12               |
| Quanesha Burks      | Längdhopp     | 6,57      | 16        | Gick inte vidare | Gick inte vidare |
| Tara Davis-Woodhall | Längdhopp     | 6,87      | 1 Q       | 6,91             | 2                |
| Jasmine Moore       | Längdhopp     | 6,73      | 5 q       | 6,54             | 10               |
| Tori Franklin       | Tresteg       | 14,13     | 12 q      | 0DNS0            | —                |
| Jasmine Moore       | Tresteg       | 14,13     | 11 q      | 13,54            | 11               |
| Keturah Orji        | Tresteg       | 14,33     | 6 Q       | 14,33            | 9                |
| Adelaide Aquilla    | Kulstötning   | 17,42     | 23        | Gick inte vidare | Gick inte vidare |
| Jalani Davis        | Kulstötning   | 16,93     | 26        | Gick inte vidare | Gick inte vidare |
| Chase Ealey         | Kulstötning   | 19,27     | 7 Q       | 20,43 0SB0       | 1                |
| Maggie Ewen         | Kulstötning   | 19,42     | 4 Q       | 19,51            | 6                |
| Valarie Allman      | Diskus        | 67,14     | 1 Q       | 69,23            | 2                |
| Elena Bruckner      | Diskus        | 55,94     | 28        | Gick inte vidare | Gick inte vidare |
| Veronica Fraley     | Diskus        | 59,36     | 15        | Gick inte vidare | Gick inte vidare |
| Laulauga Tausaga    | Diskus        | 64,34     | 5 Q       | 69,49 0PB0       | 1                |
| Ariana Ince         | Spjutkastning | 54,60     | 27        | Gick inte vidare | Gick inte vidare |
| Maggie Malone       | Spjutkastning | 57,85     | 18        | Gick inte vidare | Gick inte vidare |
| Brooke Andersen     | Släggkastning | 67,72     | 25        | Gick inte vidare | Gick inte vidare |
| Janee’ Kassanavoid  | Släggkastning | 72,70     | 8 q       | 76,36            | 2                |
| DeAnna Price        | Släggkastning | 76,25     | 2 Q       | 75,41            | 3                |
| Jillian Shippee     | Släggkastning | NM        | —         | Gick inte vidare | Gick inte vidare |

Mångkamp – Sjukamp
| Idrottare      | Gren     | 100 m häck | Höjd      | Kula       | 200 m | Längd     | Spjut      | 800 m       | Totalt     | Placering |
| -------------- | -------- | ---------- | --------- | ---------- | ----- | --------- | ---------- | ----------- | ---------- | --------- |
| Taliyah Brooks | Resultat | 12,78 0SB0 | 1,80      | 13,45 0PB0 | 23,85 | NM        | 0DNS0      | —           | 0DNF0      | 0DNF0     |
| Taliyah Brooks | Poäng    | 1 158      | 978       | 757        | 995   | —         | —          | —           | 0DNF0      | 0DNF0     |
| Anna Hall      | Resultat | 12,97      | 1,83      | 14,54 0PB0 | 23,56 | 6,19      | 44,88 0SB0 | 2.04,09 CHB | 6 720      | 2         |
| Anna Hall      | Poäng    | 1 129      | 1 016     | 830        | 1 023 | 908       | 761        | 1 053       | 6 720      | 2         |
| Chari Hawkins  | Resultat | 13,04 0PB0 | 1,83 0SB0 | 14,40 0PB0 | 24,38 | 6,16 0SB0 | 45,77 0PB0 | 2.22,53     | 6 366 0PB0 | 8         |
| Chari Hawkins  | Poäng    | 1 118      | 1 016     | 821        | 945   | 899       | 778        | 789         | 6 366 0PB0 | 8         |

### Mixat
| Idrottare                                                               | Gren                  | Heat         | Heat      | Final        | Final     |
| Idrottare                                                               | Gren                  | Resultat     | Placering | Resultat     | Placering |
| ----------------------------------------------------------------------- | --------------------- | ------------ | --------- | ------------ | --------- |
| Justin Robinson Rosey Effiong Matthew Boling Alexis Holmes Ryan Willie* | 4 × 400 meter stafett | 3.10,41 0VB0 | 1 Q       | 3.08,80 0VR0 | 1         |